# 레오폴드 공원
레오폴드 공원(프랑스어: Parc Léopold, 독일어: Leopoldspark)는 브뤼셀의 레오폴드 쿼터에 있는 공립 공원이다.
1880년 이후 로열 동물원이 없어진 후, 10 헥타르(25 에이커)의 면적이 공개되었다. 이듬해 솔베 상업학교가 설립되었지만, 추가적인 건물 건설과 주변 환경에 의해 폐쇄되었다. 건물들은 현재 남아있지만, 그 중 한 건물과 솔베 회의의 건물 만이 에르네스트 솔베의 것이다.